# World Without End (televisieserie)
World Without End is een achtdelige miniserie uit 2012, gebaseerd op de roman World Without End van Ken Follett. Het is het vervolg van The Pillars of the Earth.
In Vlaanderen werd de serie op 3 augustus 2014 voor het eerst uitgezonden op 2BE.

## Rolverdeling
- Cynthia Nixon als Petranilla
- Miranda Richardson als Mother Cecilia
- Ben Chaplin als Sir Thomas Langley/ Koning Eduard II
- Peter Firth als Sir Roland
- Charlotte Riley als Caris Wooler
- Tom Weston-Jones als Merthin Fitzgerald
- Rupert Evans als Brother Godwyn
- Nora von Waldstätten als Gwenda
- Oliver Jackson-Cohen als Ralph Fitzgerald
- Sarah Gadon als Lady Philippa
- Hera Hilmar als Lady Margery
- Carlo Rota als Edmund
- Aure Atika als Koningin Isabella
- Tom Cullen als Wulfric
- David Bradley als Brother Joseph
- Indira Varma als Mattie Wise
- Ian Pirie als Elfric
- Caroline Boulton als Sister Elizabeth
- Blake Ritson als Koning Eduard III
- Megan Follows als Maud
- Tatiana Maslany als Sister Mair
- Dan Cade als Handsome Jim
- Kostja Ullmann als Holger

## Afleveringen
1. "Knight"
2. "King"
3. "Prior"
4. "Check"
5. "Pawns"
6. "Rook"
7. "Queen"
8. "Checkmate"